# جپو، مرد مجنون
جپو، مرد مجنون (ایتالیایی: Geppo il folle) فیلم موزیکال کمدی ایتالیایی به کارگردانی آدریانو چلنتانو است که در سال ۱۹۷۸ منتشر شد.

## بازیگران
- آدریانو چلنتانو
- کلاودیا موری
- لری دل سانتو
- جورجو فالتی
- مارکو کُلومبرو
- جینو سانترکوله